# 反潜迫击炮
反潜迫击炮是一种被装备用于攻击潜艇的海军火炮。它们通常是步兵所配发的迫击炮的放大版，机械结构和原理也类似。这种武器于第二次世界大战期间作为对传统深水炸弹的改进而被开发并投入使用。

## 早期

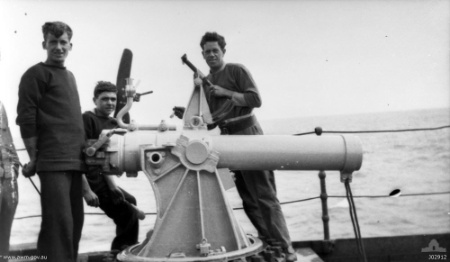
皇家海军“逆戟鲸”号潜艇乘员与甲板上的7.5英寸后装海军迫击炮，这种迫击炮于1917年被设计定型。

在第一次世界大战之前，反潜对于当时的海军而言并不是什么要事。但是大战期间活跃在大西洋上的德国潜艇给英国的运输线造成了不小的困扰。最初，海军方面关于潜艇威胁的对策是深水炸弹，但是这种手段并不十分有效，因为使用深水炸弹意味着军舰需要经过潜艇上方以投下炸弹，而装载深水炸弹的舰只大多被设计拥有高航速以避免被炸弹的冲击所波及——这使得准确命中潜艇的难度相当高，而只有近距离引爆才会对潜艇造成损伤。
第一次世界大战后，改良型深弹投射器能够把深水炸弹投射到船舰两侧100英尺远的位置。使船舰能够通过深弹发射器和舰尾的导轨同时投放至多十枚深水炸弹。不过承担反潜任务的船舰依旧需要抵近投弹，而距离过近时声呐会失效，造成一个能够使潜艇逃脱的时间窗口。
英国人研究出了最早的反潜迫击炮，尽管在1917年的时候他们设计出了一些型号，其中最为杰出的是7.5英寸后膛装填式海军迫击炮，反潜迫击炮并没有立刻在海军中大放异彩，直到25年后刺猬炮投入使用。

## 第二次世界大战期间

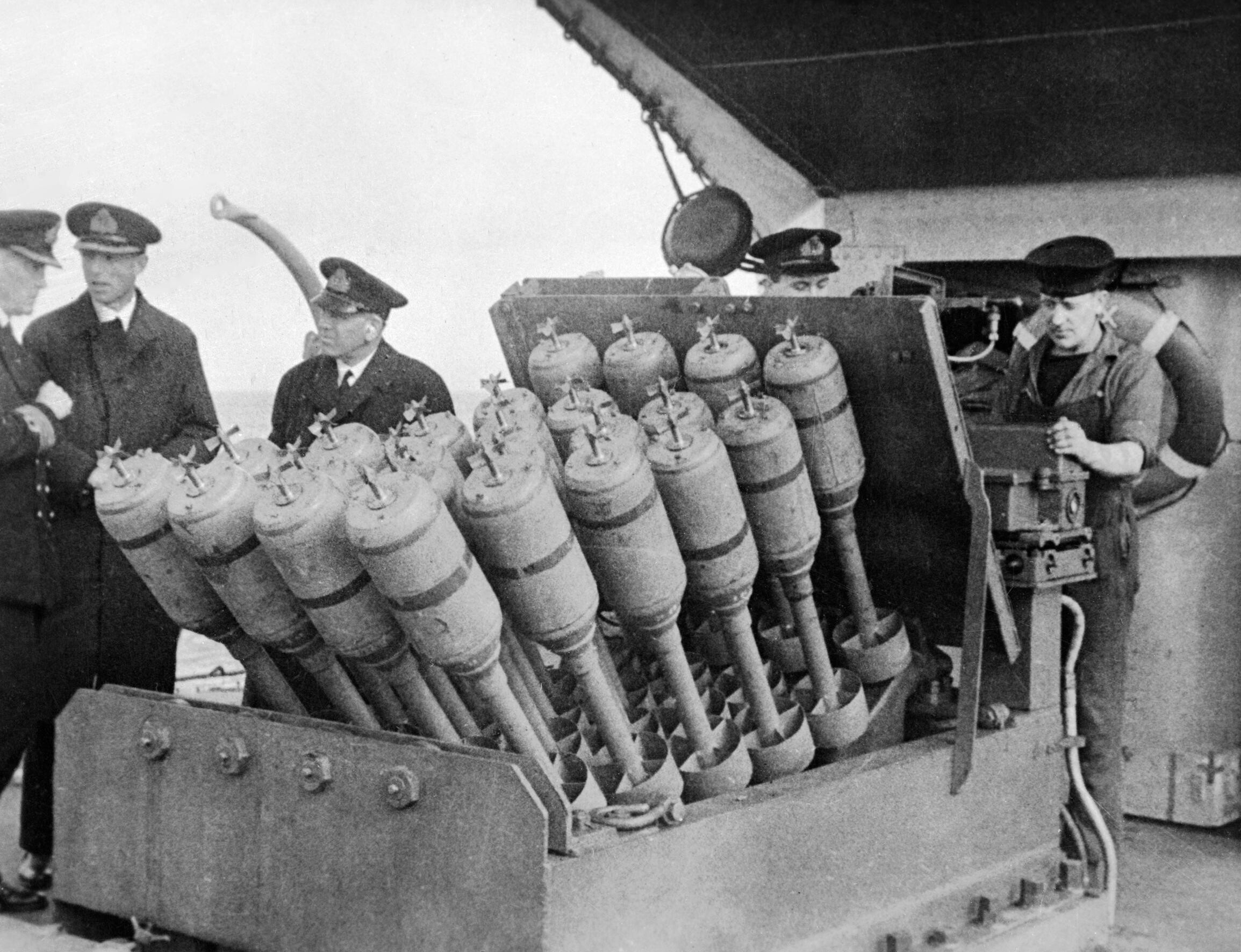
皇家海军“威斯科特”号驱逐舰前炮塔上的刺猬反潜迫击炮，摄于1945年11月28日。

第二次世界大战期间，盟军的反潜压力繁重，催生了一批更高效的反潜武器。这一迭代的反潜迫击炮大都可以向舰船前方投射多枚炸弹，同时保持舰船对潜艇的声呐锁定。最早成名的是刺猬反潜迫击炮。这种火炮能够同时发射24枚直径为7英寸（约合180毫米），重达65磅的炮弹至250码（约合230米）远处。这些炮弹的战斗部重达35磅，落点能够按照椭圆形分布。 虽然刺猬弹的战斗部重量远小于传统深水炸弹，但是它的战绩是传统深水炸弹的三倍。刺猬弹采用触发引信，会在命中目标时触发，这就有效避免了传统深水炸弹引爆时对声呐的干扰和湍流的形成。战争后期英国皇家海军用能够发射390磅深水炸弹至250米远处的三管乌贼反潜迫击炮取代了刺猬炮，而美国海军则采用了捕鼠夹火箭深弹。

## 走向现代

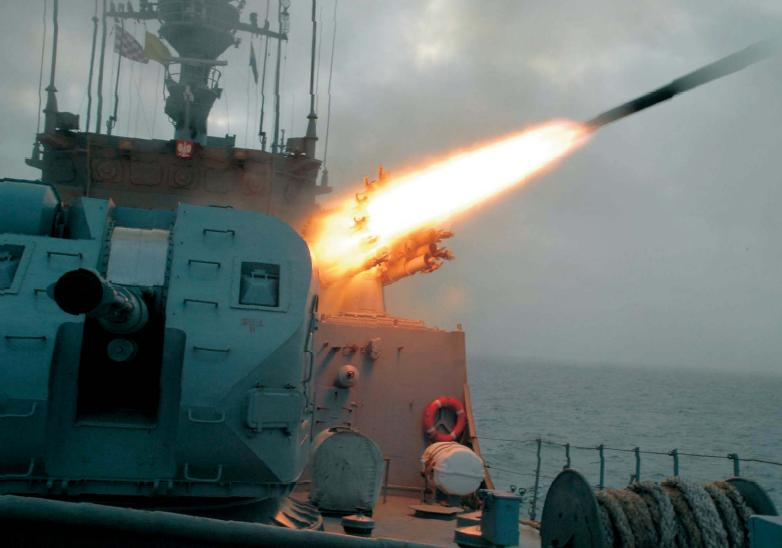
波兰护卫舰“卡苏布”号正在发射一枚RBU-6000火箭深弹。

在现代海战中，反潜迫击炮已基本被制导鱼雷所取代，但是仍有装备。例如英制林波反潜迫击炮，该型迫击炮有3根回转稳定式的炮管，能够把重达350磅的爆炸物发射至1000码远外的地方。该型武器一直在英国以及英联邦海军中服役直到20世纪80年代。同时期，瑞典海军所采用的是能够将重达550磅的炸弹发射至3800码（约合3500米）远处的波佛斯反潜火箭。 由于波罗的海的地理状况复杂，声呐能发挥的作用有限，反潜迫击炮、火箭深弹和反潜导弹仍在北欧、东欧各国海军占有一席之地。 前苏联海军（及其后继者俄罗斯海军）就保有大量的反潜迫击炮。受其追求简约、廉价且可靠之武器的理念影响，苏联海军研制并装备了一批火箭深弹迫击炮。同时期，苏联海军也尝试用反潜迫击炮摧毁来袭的鱼雷。苏联火箭深弹迫击炮最常见的型号是RBU-6000，该型迫击炮能同时发射12枚160磅重的炸弹至6500码（约合5900米）远处并构筑一个马蹄铁形的弹幕。 在那个“眼球对眼球”的疯狂年代，苏联人还进行过更大胆的尝试——RPK-1“旋风”反潜飞弹，不同于以往的火箭深弹，该型飞弹在技术上更接近反潜火箭，且能搭载核战斗部，除了攻击潜艇之外，还能攻击水面和陆上目标。